# Espejo ustorio

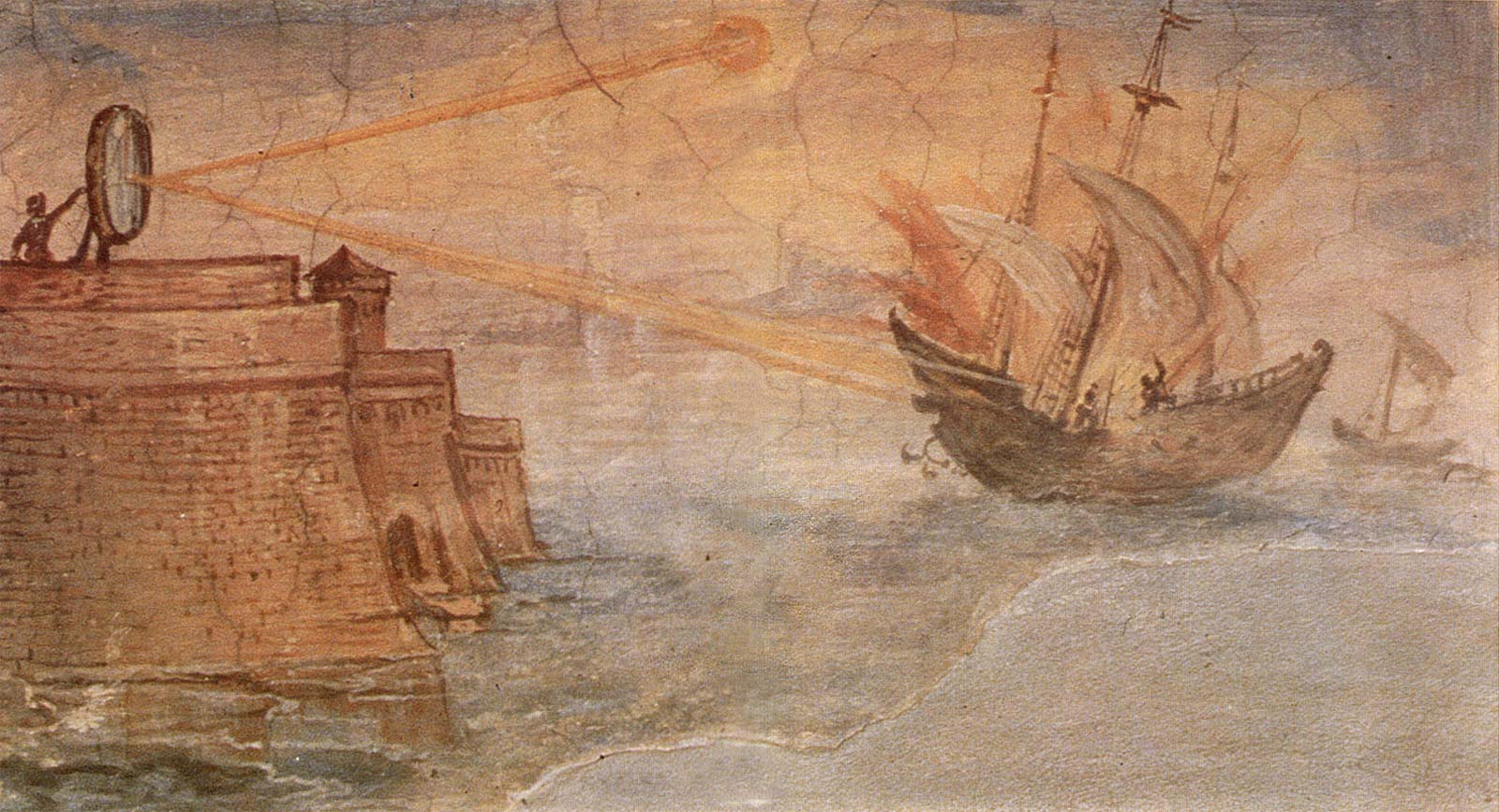
Pintura de Giulio Parigi representando el incendio de una nave romana utilizando un espejo ustorio durante el sitio de Siracusa (Galería de los Uffizi, Florencia).

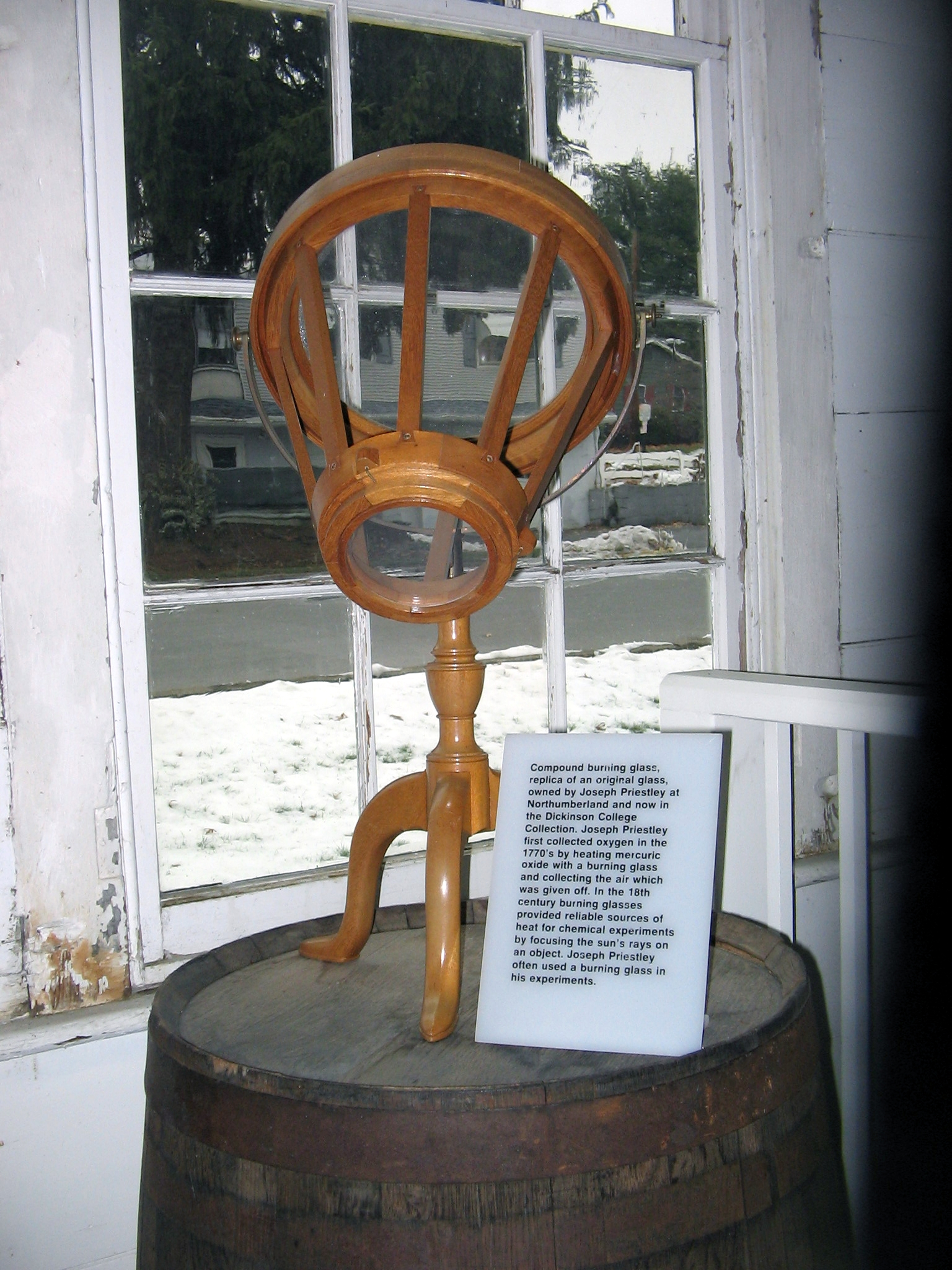
Réplica (a menor escala) de la lente ustoria propiedad de Joseph Priestley, en su laboratorio.

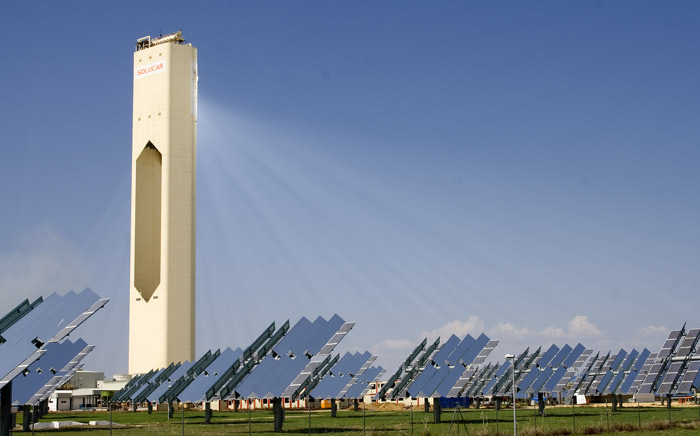
Conjunto de espejos concentrando la luz del sol en la torre de una central eléctrica termosolar.

El espejo ustorio es un espejo cóncavo de gran tamaño utilizado para concentrar en su foco los rayos solares o de un cuerpo en combustión y aprovechar con fines bélicos el gran calor que produce.
Etimológicamente, su nombre proviene de la palabra latina ustor, de ustoris, 'el que quema'.

## Uso en la antigüedad
Se ha sugerido que lo usaron en la Antigüedad los siguientes personajes:
- Arquímedes, quien incendió en Siracusa los bajeles romanos de la flota de Marcelo usando los rayos solares (según testimonios de autores de la baja latinidad que fueron reunidos en un folleto por M.L. du Fons).
- Proclo, ingeniero del emperador bizantino Anastasio I, quien incendió en Constantinopla la flota de Vitaliano.

Sobre estos ejemplos hay diversas opiniones: 
- Joly de Maizeroy lo niega, pero no pone en duda que se conocían las aplicaciones del efecto de la reflexión en tiempos de Arquímedes.
- Georges-Louis Leclerc de Buffon, en el año 1747, hizo experimentos con un gran aparato ustorio con 168 cristales azogados y móviles de 22 cm de largo y 16 cm de ancho, con el cual quemó madera a una distancia de 200 pies o 68 metros.
- También se comprobó experimentalmente que, recibidos los rayos solares en un espejo cóncavo de latón batido, cuyo diámetro y radio de curvatura sea de 1 o 2 metros, se obtiene un foco calorífico tan intenso que el sílice, la piedra pómez, el cobre y la plata se funden en pocos minutos.
- Es digno de notarse que un hecho tan sobresaliente sea omitido por historiadores tan celebrados como Tito Livio o Plutarco, y llama más la atención que también calle acerca del particular Polibio, quien vivió poco después de verificarse el supuesto acontecimiento.

- En un experimento realizado en Grecia durante los años 1980, con la colaboración del gobierno y grabado en video (History Channel tuvo acceso a él y lo emitieron en televisión), se comprueba cómo una hilera de soldados con escudos pulidos concentran los rayos solares sobre una maqueta dispuesta en el agua, y compuesta de los materiales de construcción de barcos de la época. En este experimento, el barco tarda escasos segundos en empezar a arder y consumir totalmente la embarcación a gran velocidad, de tal manera que en la antigüedad podría haberse hecho esto sin demasiada dificultad dando la orden de apuntar a una determinada parte del barco, para luego continuar sobre otra zona hasta que arda totalmente. Como ejemplo de la potencia de la concentración de rayos solares están los hornos solares, donde se alcanzan miles de grados, y suelen ser usados para experimentar con nuevos materiales a altas temperaturas, dado que las temperaturas que se alcanzan en los hornos solares no pueden ser alcanzadas por otros medios de manera controlable (una bomba nuclear alcanza más). Como ejemplo, véase el caso del horno solar de Odeillo.

Presunciones de sentido común sobre la quema de naves romanas por los griegos de Arquímedes son las siguientes:
- Los barcos romanos no quedaban al ancla.
- Tendrían el balanceo natural que impide la acción fija del rayo reflejado.
- Esta acción no es instantánea.
- Los barcos romanos tampoco habían de venir a dejarse quemar uno por uno.